# Biserica Înălțarea Domnului din Grindu
Biserica Înălțarea Domnului din Grindu este un monument istoric aflat pe teritoriul satului Grindu; comuna Grindu.
Biserica parohială „Înălțarea Domnului” este o parohie de categoria I-a cu 800 familii. Este ctitoria marelui clucer Ispas Făgărășanu, construită în anii 1838-1842 pe temelia bisericii zidită de Drăgan Făgărășanu în 1816 și doborâtă de cutremurul din 1837. Ca stil arhitectonic, biserica din Grindu se numără printre cele mai frumoase biserici din Muntenia. Din pisania așezată deasupra ușii de la intrare citim: „Târnosirea s-a făcut în zilele prea luminatului domn Alexandru Dimitrie Ghica, mitropolit în scaun Prea Sfinția Sa chir Neofit, luând săvârșire cu sfințirea ei în anul de Mântuitorul nostru Iisus Hristos leat 1841”. Așezată în partea de răsărit a comunei, biserica impresionează prin grandoare și măreție. Arhitectura, bogăția picturii și sculptură catapeteasmei din lemn de tei, lucrată la muntele Athos și adusă aici în anul 1841 sunt elemente ce-i conferă eleganță și frumusețe bisericii. Catapeteasma este asemănătoare cu cea din Catedrala Episcopiei Buzăului. Valoarea artistică a catapeteasmei a fost apreciată de mari cunoscători ai artelor cum a fost Tache Ionescu și eruditul profesor Nicolae Iorga, care a vizitat biserica în anul 1929. Cea dintâi reparație s-a făcut în anul 1901, când a fost învelită cu tablă și au continuat în 1907, 1912, 1923-1924. Ca urmare a celor două mari cutremure din 1940 și 1977 au fost necesare unele lucrări de consolidare precum și restaurarea picturii. În curtea bisericii se află un cavou zidit în anul 1853 în care se află așezat într-o raclă ctitorul bisericii. Clopotnița înaltă de 9 m, aflată la câțiva metri în fața bisericii, este construită din zid gros cu piatră și cărămidă. În clopotnită sunt trei clopote. Parohia Grindu are casă parohială. Parohia a posedat 28 ha teren arabil. Conform Legii Fondului Funciar i s-a reconstituit dreptul de proprietate pentru 5 ha teren arabil. Parohia mai posedă teren, fără construcții, cu suprafață de 2.810 mp precum și cimitirul parohial cu o suprafață de 12.000 mp. Parohia Grindu este situată în partea de nord-vest a judetului Ialomița și are o suprafată de 174 ha. Este atestată documentar la 1781.